# Ксенодохий
Ксенодохий (греч. ξενοδοχείον, также встречается греч. ξενών) — в Византийской империи приют для путешественников, бедных и больных. В отличие от пандохейонов и митат, предоставлявших свои услуги на платной основе и имевших исключительно светский характер, ксенодохии являлись филантропическими учреждениями, основанными на принципах христианского гостеприимства. Термин впервые начал использоваться в правление Константина Великого и имел достаточно широкий смысл, с VI века функции ксенодохиев стали больше напоминать задачи современных госпиталей. Сопоставимые по качеству обслуживания госпитали, являвшиеся чем-то большим, чем последним пристанищем для смертельно больных и бедняков, появились в Западной Европе только во второй половине XIX века. Вопрос о роли ксенодохиев в истории медицины, степень их влияния на аналогичные учреждения в Западной Европе и, с другой стороны, влияние на ксенодохии мусульманских бимаристанов и т. п., является предметом многочисленных исследований.
Уже до 330 года при церквях Антиохии и Сирии существовали ксенодохии, а после того, как в 332 году император Константин выделил часть общественных налогов на эти учреждения, они стали появляться повсеместно. В правление Феодосия I их уже было большое количество в Константинополе. Относительно других частей империи сохранилось меньше информации, но, например, известно, что ксенодохии существовали даже в небольших египетских городах.
Ксенодохии основывались частными лицами, государством и монастырями. Прокопий Кесарийский рассказывает об одном таком заведении, учреждённом императором Юстинианом в Константинополе. О ксенодохии Сампсона в столице империи пишет Иоанн Малала (Chron. XVIII, 83). Известны также ксенодохии, основанные Романом I Лекапином и Иоанном II Комнином. Для последнего, находившегося при монастыре Пантократора, сохранился подробный устав, дающий детальное представление о структуре, услугах, меню пациентов, персонале и повседневной жизни этого лечебного заведения. Данный документ был впервые опубликован в 1895 году Алексеем Дмитриевским.
В отличие от слова пандохейон, понятие ксенодохий быстро распространилось по средневековой Европе. Подобные учреждения появились в Италии, Испании и Франции. В вестготской Испании VI века епископ Масона Меридский основал исп. xenodoquio, а его современник Исидор Севильский включил это слово в свои Этимологии в латинской и греческой формах, определив его как приют для паломников и бедняков. Слово также встречается в каролингской Галлии IX века в перечне филантропических терминов. В поствизантийскую эпоху термин вновь приобрёл своё первоначальное значение в греческом языке — приют для чужестранцев и, как следствие этого, в сегодняшней Греции термин ксенодохио(н) (греч. ξενοδοχείον), имеет только одно значение — гостиница.